# 鷺娘

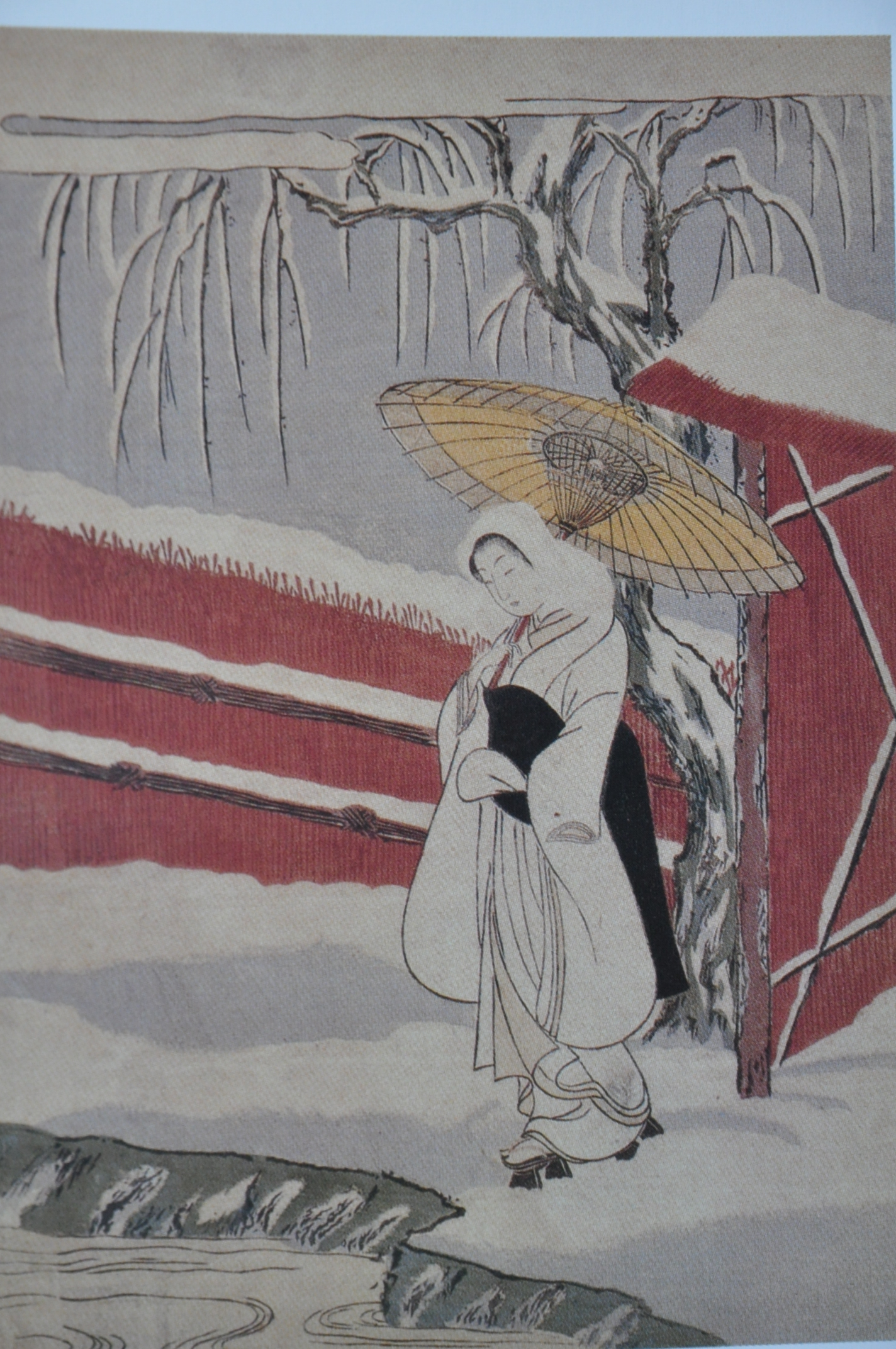
（鷺娘）　鈴木春信画。

『鷺娘』（さぎむすめ）とは、歌舞伎および日本舞踊の演目のひとつ。鳥である鷺が、娘に姿を変じて踊るというもの。

## 解説
ただし『鷺娘』と呼ばれるものについては三種類ある。以下それを年代順に掲げる。
- 宝暦12年（1762年）4月、市村座　六変化舞踊『柳雛諸鳥囀』（やなぎにひなしょちょうのさえずり）のひとつ。二代目瀬川菊之丞が「鷺娘」を長唄で踊った。
- 文化10年（1813年）3月、中村座　十二変化舞踊『四季詠寄三大字』（しきのながめよせてみつだい）のひとつ。三代目坂東三津五郎が長唄と常磐津の掛合いで踊ったもの。
- 天保10年（1839年）3月、中村座　八変化舞踊『花翫暦色所八景』（はなごよみいろのしょわけ）のひとつ。四代目中村歌右衛門が長唄で踊ったもので「新鷺娘」とも呼ばれる。

このうち現在もっとも行われているのは宝暦12年に二代目菊之丞が踊ったものである。この菊之丞の『鷺娘』は初演以降、興行で取り上げられる事がなく振付けも絶えていたが、明治19年（1886年）の新富座で『月雪花三組杯觴』（つきゆきはなみつぐみさかづき）の雪の部に、九代目市川團十郎が初代花柳壽輔の振付けで復活し、のちに明治25年（1892年）の歌舞伎座でも『鷺娘』（振附 藤間勘右衛門）を演じて現行演出の基礎を作った。以後歌舞伎や日本舞踊において人気演目のひとつになっている。「新鷺娘」から曲の一部を使って踊ることが多い。
現行での内容は、まず冬景色の舞台面に鷺の精が現れる。その格好は白無垢の振袖に黒の帯、頭には綿帽子を被り傘をさし、鳥の所作などを見せる。そのあと衣裳を引き抜き華やかな振袖の娘姿となり、恋の口説を見せたり傘を使って踊るなどする。しかしやがて鳥の本性が現れ、畜生ゆえに味わう責め苦のさまを見せて幕となる。ただし鷺娘が最後のほうで息絶えるような表現をするのは、バレエの『瀕死の白鳥』の影響を受けているという。
なお鷺から（または鳥から）人間になるという舞台例は『鷺娘』以前には無いといわれており、当時の菊之丞をはじめとする関係者がどこからこの発想を得たのかは不明である。

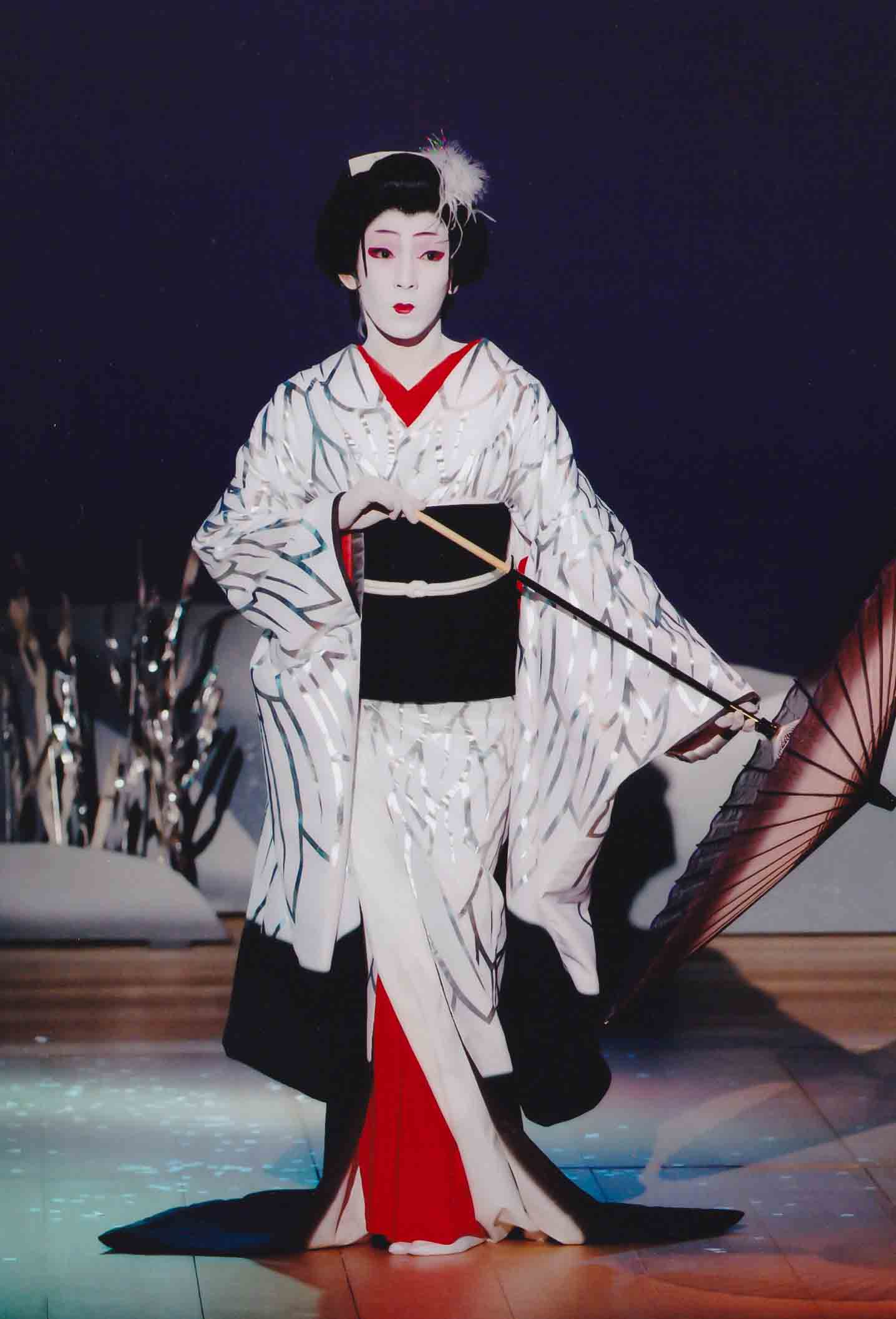
日本舞踊　長唄「鷺娘」演者「秋房愚樂」
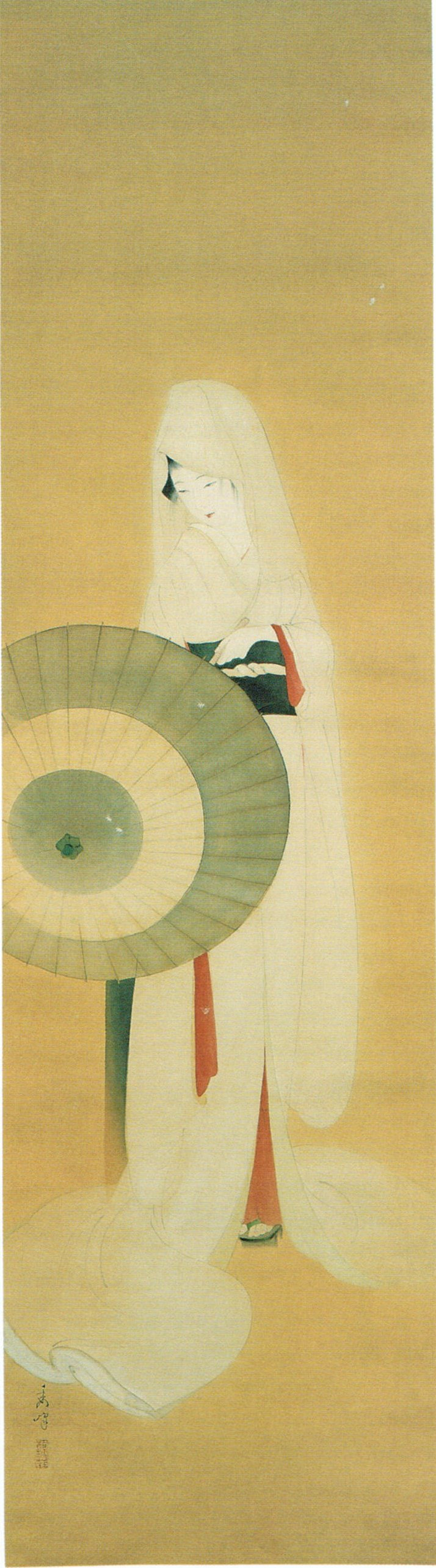
山川秀峰
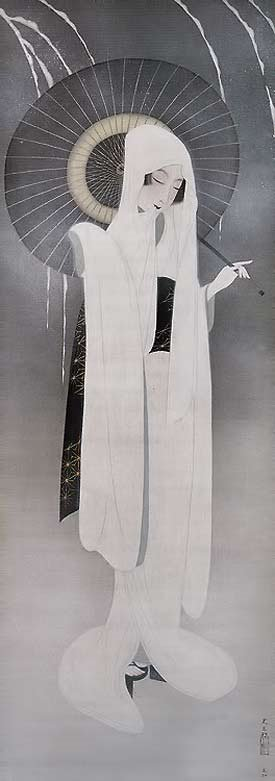
中村大三郎
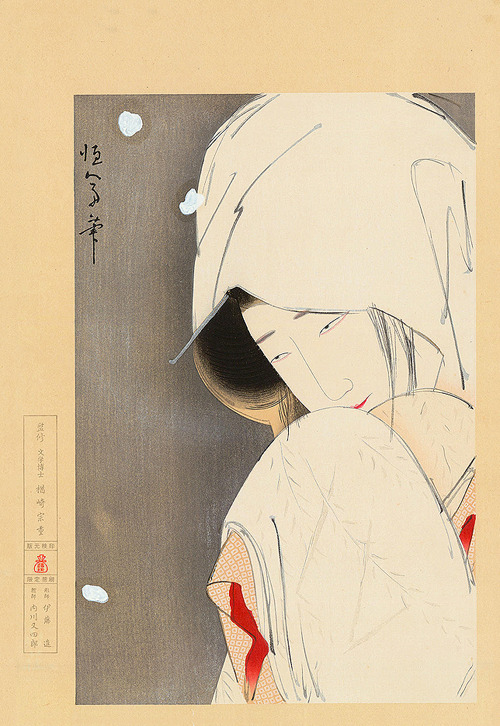
北野恒富
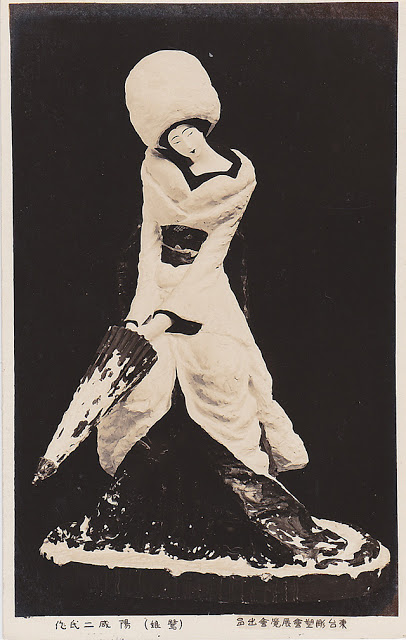
陽咸二

## 脚注

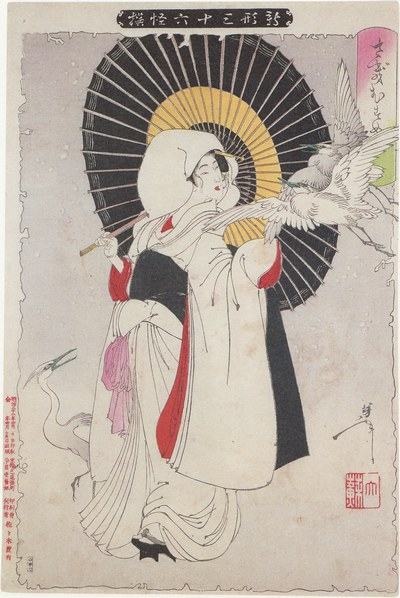
「鷺娘」　新形三十六怪撰より。これも実際の舞台に基づくものではなく、九代目團十郎の再演に触発されて描かれたものと見られる。